# Акоко (язык)

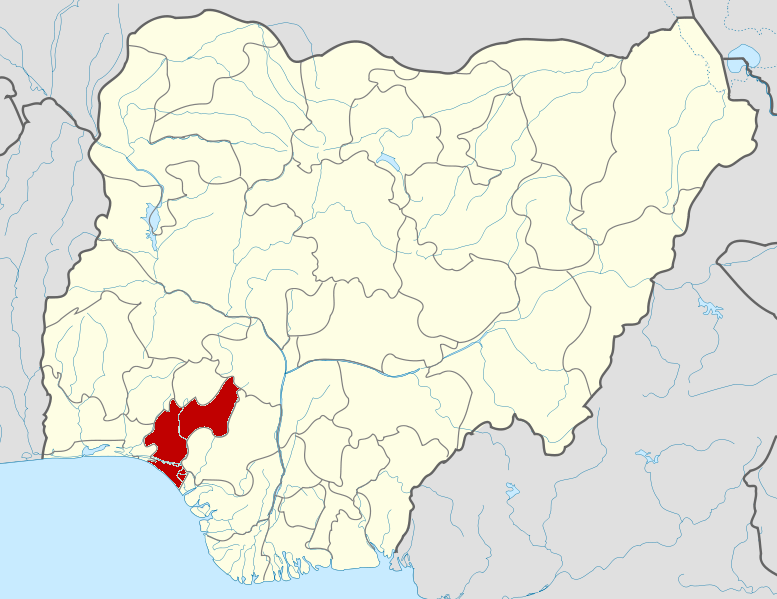
Штат Ондо

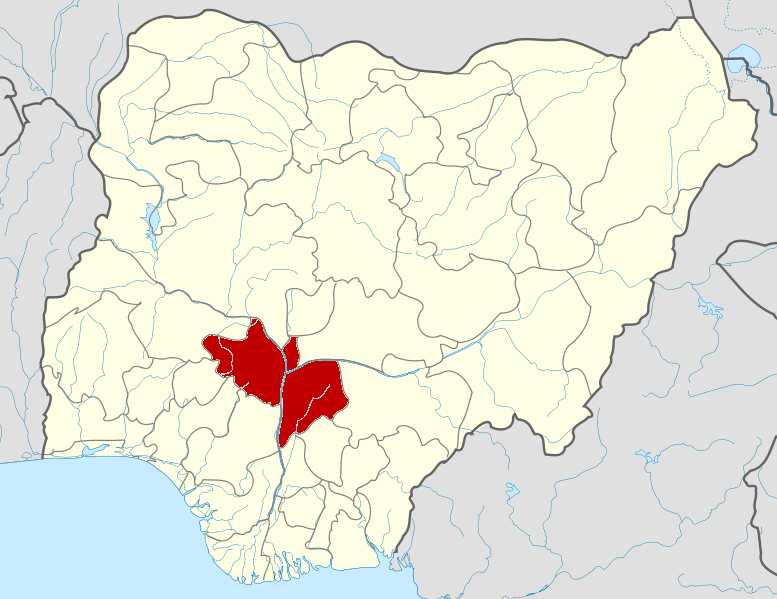
Штат Коги

Акоко, Аригиди — один из языков Нигерии, распространён в штатах Ондо и  Коги, относится к западным бенуэ-конголезским языкам.
Алфавит на основе паннигерийского алфавита :
A B D E Ẹ F G Gb Gh H I K Kh Kp L M Mw N O Ọ P R Rh Rr S T U V Vb W Y Z